# 第74ヘリコプター海洋打撃飛行隊 (アメリカ海軍)
第74ヘリコプター海洋打撃飛行隊（だい74ヘリコプターかいようだげきひこうたい、英: Helicopter Maritime Strike Squadron 74、略称：HSM-74）は、アメリカ海軍大西洋艦隊ヘリコプター海洋打撃航空団隷下のヘリコプター部隊。愛称はスワンプ・フォクシーズ。1986年8月21日に第44軽ヘリコプター対潜飛行隊（英: Anti-Submarine Squadron Light 44、略称：HSL-44）として編成され、2011年6月9日に第74ヘリコプター海洋打撃飛行隊へ改編された。フロリダ州ジャクソンビル海軍航空基地に所在し、空母「ドワイト・D・アイゼンハワー（USS Dwight D. Eisenhower, CVN-69）」艦載の第3空母航空団を構成する飛行隊になっている。哨戒ヘリコプターとしてMH-60Rを運用する。

## 歴代運用機
- 哨戒ヘリコプター
  - SH-60B
  - MH-60R

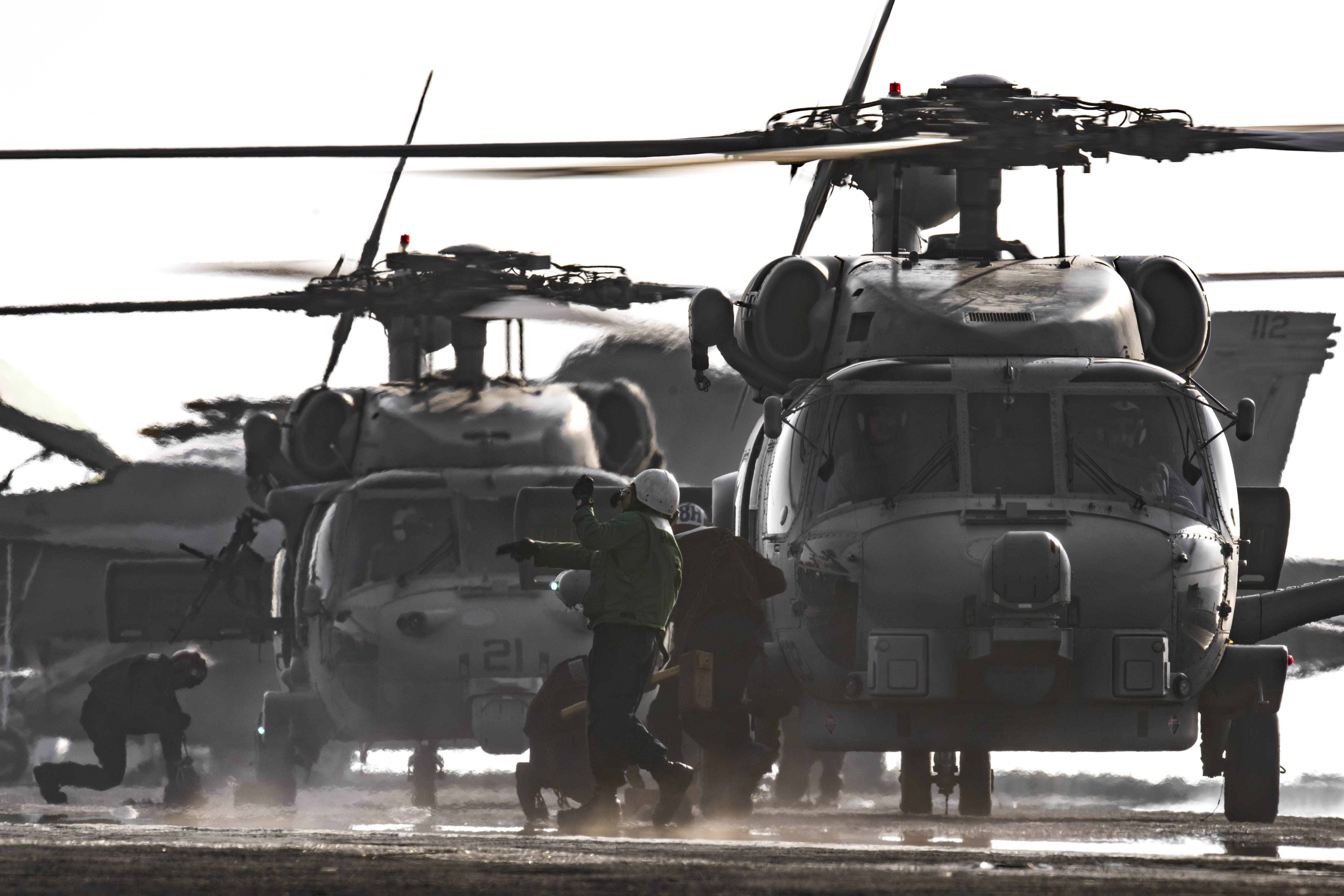
HSM-74が運用するMH-60R